# Apogon fleurieu
Apogon fleurieu är en fiskart som först beskrevs av Lacepède 1802.  Apogon fleurieu ingår i släktet Apogon och familjen Apogonidae. IUCN kategoriserar arten globalt som livskraftig. Inga underarter finns listade i Catalogue of Life.